# Jerzy Stanisław Misiak
Jerzy Stanisław Misiak (ur. 8 lutego 1924 w Warszawie, zm. 4 kwietnia 2010 w Adelaide) – żołnierz Armii Krajowej, powstaniec warszawski, długoletni działacz Stowarzyszenia Polskich Kombatantów w Australii.

## Życiorys
Jerzy Misiak wziął udział w walkach podczas powstania warszawskiego w składzie 3 kompanii Zgrupowania „Chrobry II”, pod pseudonimem „Zych”. Po dostaniu się do niewoli niemieckiej trafił do Stalagu 344 w Łambinowicach (Lamsdorf). W 1945 roku został ewakuowany na zachód i w kwietniu oswobodzony przez żołnierzy armii amerykańskiej. W 1946 roku rozpoczął studia w Technische Hochschule w Stuttgarcie. Cztery lata później wyjechał do Australii, gdzie pracował jako chemik.
Na emigracji Jerzy Misiak zaangażował się w działalność organizacji polonijnych: Stowarzyszenia Polskich Kombatantów (SPK) i Koła Armii Krajowej. W tej pierwszej pełnił funkcję sekretarza generalnego, następnie prezesa Zarządu Krajowego (do 2002 roku), a w 1975 roku został członkiem Prezydium Rady Federacji Światowej. 17 września 1977 roku, między innymi dzięki jego staraniom, odsłonięto w Adelajdzie pomnik poświęcony ofiarom zbrodni katyńskiej. W sierpniu 2000 roku współorganizował obchody 50-lecia Stowarzyszenia Polskich Kombatantów w Australii. Prowadził współpracę z australijskimi organizacjami kombatanckimi oraz władzami kraju.
Za swoją działalność Jerzy Stanisław Misiak został odznaczony między innymi:

## Odznaczenia
- Krzyż Kawalerski Orderu Odrodzenia Polski (1987)
- Krzyż Komandorski Orderu Zasługi Rzeczypospolitej Polskiej (1993)[1]
- Złoty Krzyż Zasługi
- Srebrny Krzyż Zasługi,
- Medal Wojska
- Krzyż Armii Krajowej
- Warszawski Krzyż Powstańczy
- Medal Pro Memoria
- Order of Australia (1995)
- i inne